# Hercostomus phoebus
Hercostomus phoebus är en tvåvingeart som beskrevs av Octave Parent 1927. Hercostomus phoebus ingår i släktet Hercostomus och familjen styltflugor. Inga underarter finns listade i Catalogue of Life.